# Liste der Monuments historiques in Verneuil-en-Bourbonnais
Die Liste der Monuments historiques in Verneuil-en-Bourbonnais führt die Monuments historiques in der französischen Gemeinde Verneuil-en-Bourbonnais auf.

## Liste der Bauwerke
| Bezeichnung                        | Beschreibung                                    | Standort                      | Kennzeichnung | Schutzstatus | Datum | Bild           |
| ---------------------------------- | ----------------------------------------------- | ----------------------------- | ------------- | ------------ | ----- | -------------- |
| Château de Verneuil-en-Bourbonnais | Ruine der Burg aus dem 11. oder 12. Jahrhundert | Rue du Palais (Lage)          | PA00093335    | Inscrit      | 1928  | weitere Bilder |
| Château du Vousset                 | Schloss, erbaut im 16. Jahrhundert              | nordwestlich des Ortes (Lage) | PA00093395    | Inscrit      | 1990  |                |
| Kirche Notre-Dame-sur-l’Eau        | Erbaut im 11. Jahrhundert                       | Rue du Palais (Lage)          | PA00093334    | Inscrit      | 1928  | weitere Bilder |
| Kirche St-Pierre                   | Erbaut im 12. Jahrhundert                       | Place de l’Église (Lage)      | PA00093333    | Classé       | 1910  | weitere Bilder |
| Fachwerkhaus                       | Erbaut im 16. Jahrhundert                       | Place de l’Église (Lage)      | PA00093336    | Inscrit      | 1972  |                |

## Liste der Objekte

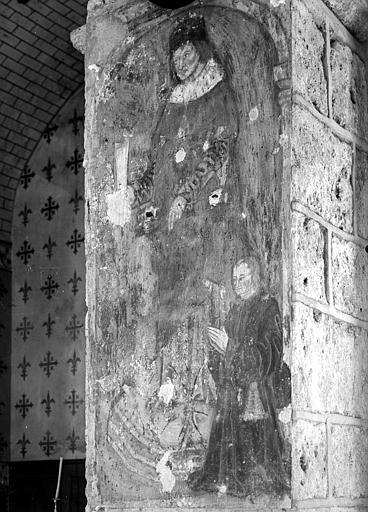
Wandmalerei in der Kirche St-Pierre (15. Jahrhundert)

- Monuments historiques (Objekte) in Verneuil-en-Bourbonnais in der Base Palissy des französischen Kulturministeriums (französisch)